# Корпусне перекладознавство
Корпусне перекладознавство (англ. corpus-based translation studies ) виникло внаслідок поєднання корпусного мовознавства та перекладознавства. Засадничою працею в цій галузі є стаття Мони Бейкер "Корпусне мовознавство та перекладознавство: наслідки та застосування" , у якій авторка припускає, що корпусне мовознавство здатне революціонізувати описове перекладознавство: перекладачі можуть використовувати методи корпусного аналізу та електронні корпуси для вивчення перекладених текстів .
Корпуси слугують допоміжними інструментами не лише у дослідженнях у галузі перекладознавства, а й у перекладі та вишколі майбутніх перекладачів. Електронні корпуси також відіграють роль у дискусіях щодо якості перекладу .
Водночас застосування корпусів у перекладознавстві супроводжується низкою ергономічних проблем. По-перше, через різномаїття типів електронних корпусів їх нелегко опанувати. По-друге, доступність корпусів обмежена, і, нарешті, між ними немає уніфікації (за змістом, маркуванням чи інтерфейсом) .

## Історія

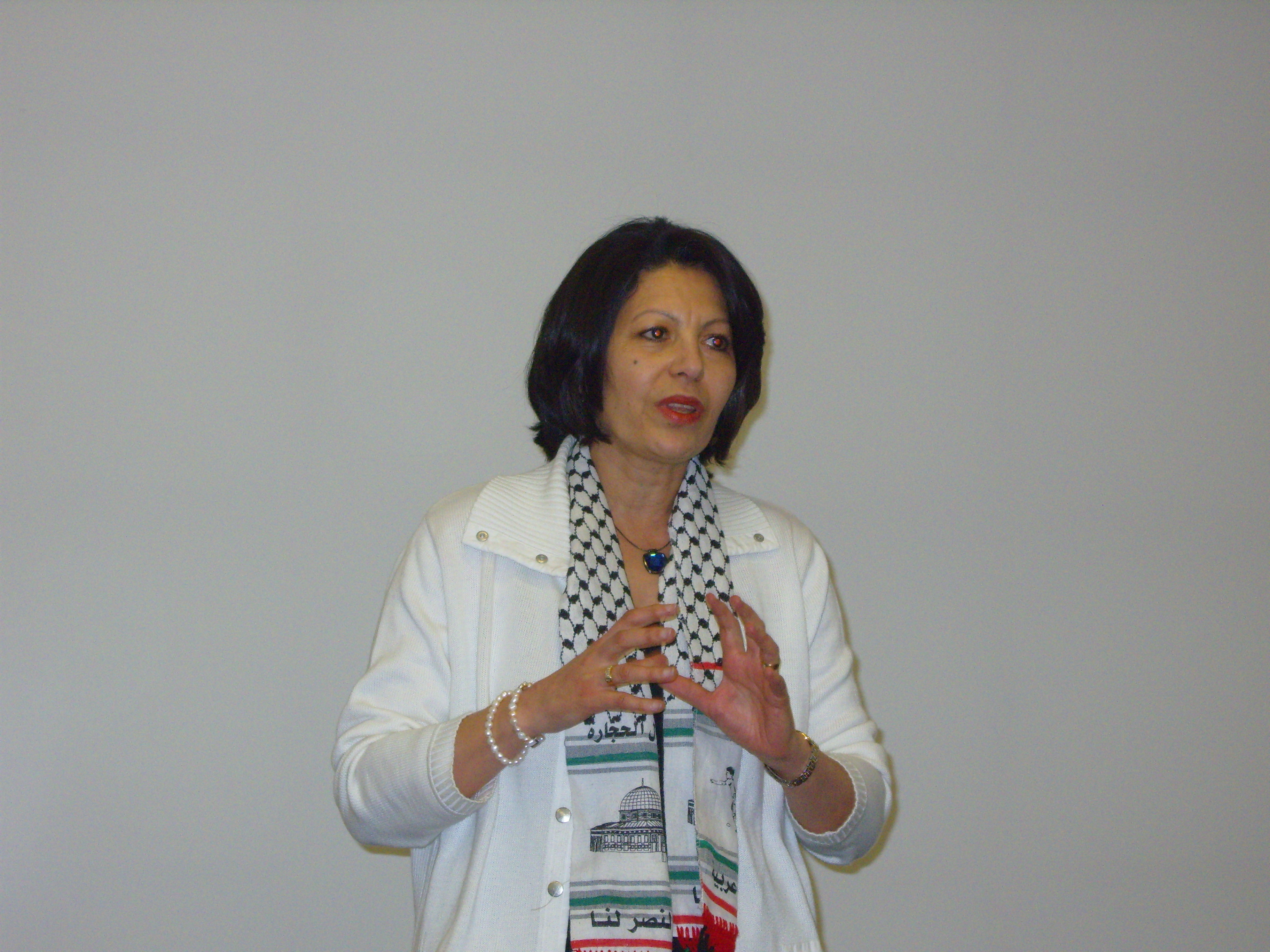
У 1993 році Мона Бейкер опублікувала засадничу статтю в галузі дослідження корпусного перекладу.

Корпусна лінгвістика почала розвиватися з другої половини двадцятого століття завдяки комп’ютерній революції. Нові технології дали змогу використовувати електронні корпуси за допомогою комп’ютера — тобто пошук став автоматизованим і швидким . У 1957 році Ферт опублікував статтю про витоки британської корпусної лінгвістики , а на початку 1960-х років у США був створений Браунівський корпус (англ. Brown Corpus) — перший електронний корпус текстів .
У той же час, з 1990-х років, перекладознавці почали використовувати для аналізу перекладацької діяльності корпуси, що містять лише перекладені тексти . Саме Мона Бейкер запропонувала використовувати інструменти, розроблені корпусною лінгвістикою, для опису перекладених текстів . Після публікації її засадничої статті дослідження корпусного перекладу почали швидко розвиватися: було започатковано низку наукових проєктів, а також розпочато створення одномовних і багатомовних корпусів мови перекладу  .

## Виклики

### Проблеми інтерпретації
Новий підхід Мони Бейкер відіграє центральну роль у рамках корпусного перекладознавства. Фактично, перекладена мова стає об’єктом аналізу і вивчається сама по собі. Таким чином, "перекладений текст набуває рівного статусу з оригінальним текстом" . Тепер порівнюють не вихідні та цільові тексти, а мову оригіналу та мову перекладу .

### Якість перекладів
Дослідники в галузі корпусного перекладознавства намагаються розробити об'єктивні інструменти для оцінки якості перекладів . Порівнюючи мову оригіналу та мову перекладу, вони намагаються виявити відмінності між ними, щоб визначити, чи можуть ці відмінності слугувати критеріями якості. Крім того, електронні корпуси можна використовувати для покращення якості перекладу .

### Технічні питання
Одним із ключових викликів для корпусного перекладознавства є розробка та укладання електронних корпусів. Завдяки основоположній статті Мони Бейкер було започатковано створення корпусів, які містять мову перекладу, що дозволяє вивчати відмінності між оригінальною мовою та мовою перекладу . У результаті в Манчестерському університеті було створено Translational English Corpus — корпус, який вміщує в собі англійську мову, перекладену з різних мов. На сьогодні він є довідковим (еталонним) корпусом для перекладеної англійської мови .
Хоча Translational English Corpus є одномовним, існують також багатомовні корпуси. Наприклад, PLECI (Poitiers-Louvain Computer Corpus Exchange) містить оригінальні тексти англійською та французькою мовами, а також їхні переклади на інші мови  .

## Основні типи корпусів

### Одномовні корпуси
Одномовний корпус мови перекладу містить лише цільову мову без вихідних текстів. Яскравим прикладом є Translational English Corpus, розроблений для аналізу оригінальної та перекладеної англійської мови шляхом порівняння з British National Corpus (BNC) і Corpus of Contemporary American English (COCA), які є одномовними корпусами мови оригіналу .
Подібним чином укладають одномовні корпуси і для інших мов. Наприклад, ZJU Corpus of Translational Chinese містить тексти, перекладені китайською мовою, а Lancaster Corpus of Mandarin Chinese — тексти, написані оригінальною китайською .

### Багатомовні корпуси
Багатомовні корпуси містять тексти більш ніж однією мовою. Такі корпуси складаються з оригінальних текстів та їхніх перекладів іншими мовами корпусу . Крім того, багатомовні корпуси поділяються на односпрямовані та різноспрямовані. Односпрямовані корпуси містять переклади з однієї мови на іншу, тоді як різноспрямовані охоплюють тексти, перекладені з різних мов на  інші мови корпусу . Наприклад, ENPC (English-Norwegian Parallel Corpus) є двомовним різноспрямованим корпусом, що складається з оригінальних текстів англійською та норвезькою мовами та їхніх перекладів .

### Корпуси "Зроби сам" (або "DIY")
Корпуси, розроблені в рамках дослідницьких проектів (BNC, COCA, ENPC), не завжди доступні та безкоштовні. Професійні перекладачі можуть укладати власні корпуси для певних проєктів (наприклад, корпус спеціалізованої мови)  .

## Ергономічні проблеми
Оскільки корпуси не вважаються інструментами автоматизованого перекладу (Computer Assisted Translation), професійні перекладачі їх не використовують . Крім того, через вищу ергономічність інтерфейсу перевага надається саме інструментам АП.
По-перше, різномаїття типів корпусів ускладнює їх розуміння та використання. Різні корпуси укладаються за різними критеріями: за жанрами/типами текстів, мовними різновидами, а також за рівнем обробки (неанотовані чи анотовані тексти). Відповідно, користуються ними теж у різні способи .
Ще однією перепоною є обмежений доступ до корпусів, часто пов’язаний із авторськими правами . Часто лише дослідники мають доступ до корпусів.
Зрештою, через відсутність однорідності між електронними корпусами їх використання залежить від конкретного проєкту та потреб перекладача .